# Brandenburger Straße

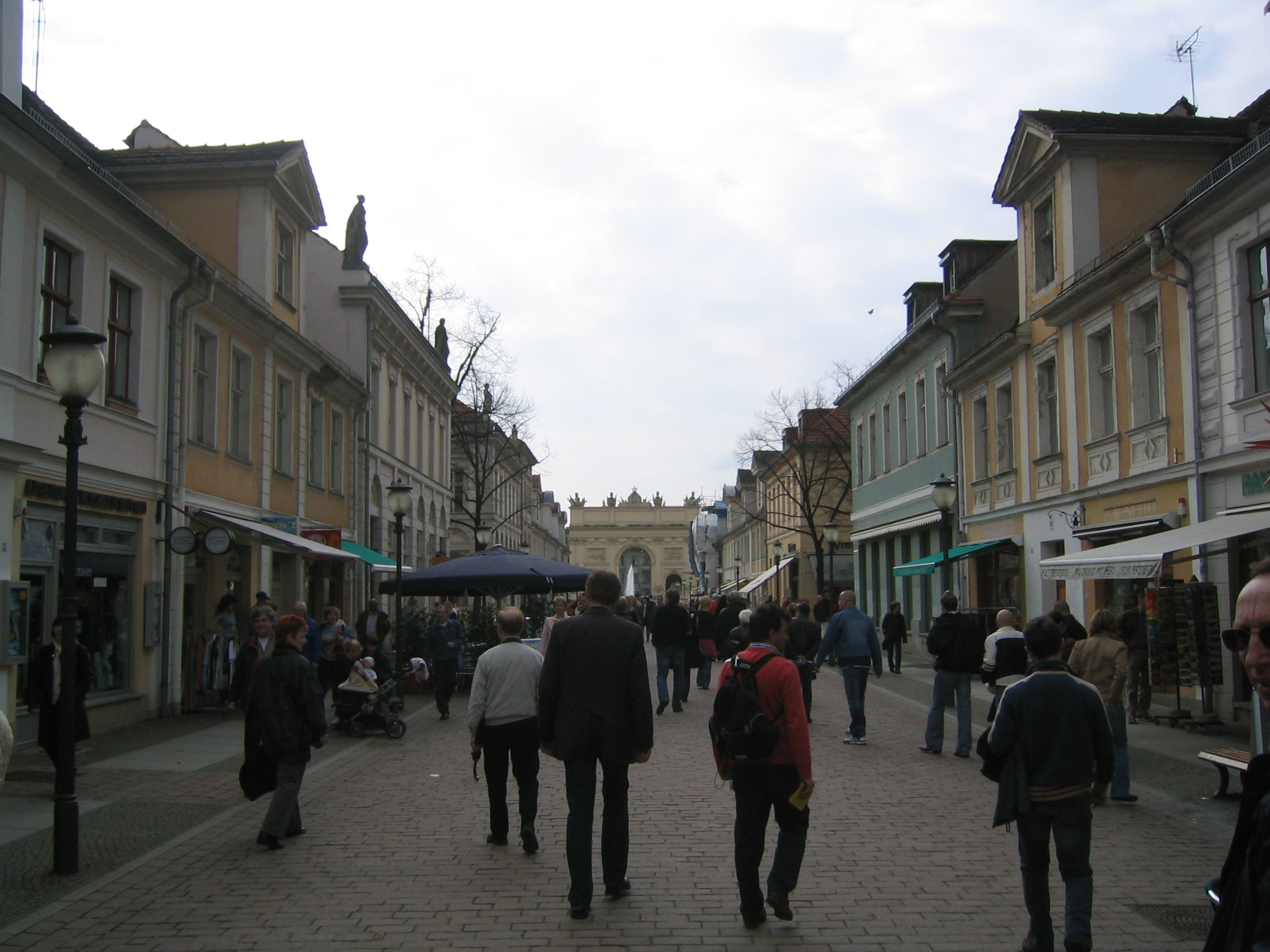
Brandenburger Straße mit Blick zum Brandenburger Tor

Die Brandenburger Straße (umgangssprachlich auch Broadway) ist eine zirka 750 Meter lange Straße in Potsdam, der die Peter-und-Paul-Kirche mit dem Brandenburger Tor verbindet.

## Geschichte und Beschreibung
Die Brandenburger Straße entstand während der zweiten Stadterweiterung unter Friedrich Wilhelm I. und wurde größtenteils mit den charakteristischen fünfachsigen Typenhäusern bebaut und von Handwerkern bewohnt, die Soldaten der preußischen Armee zu beherbergen hatten. Je nach Größe der Häuser, mussten vier bis sechs Soldaten aufgenommen werden.
Im späten 19. Jahrhundert wandelte sie sich von der Wohn- zur Geschäftsstraße. Anfang des 20. Jahrhunderts eröffnete unter anderem das heutige Warenhaus Stadtpalais mit seinem sehenswerten Lichthof. Im weiteren Jahrhundertsverlauf wurde die Brandenburger Straße dann zur Fußgängerzone erklärt und entwickelte sich zum Kern eines Einkaufs und Flanierviertels. Wohl deshalb nennt sie der Volksmund auch den Broadway. Bis zum Ende des Jahrhunderts wurden die zwischenzeitlich sanierungsbedürftigen, historischen Typenhäuser saniert, so dass sich die Brandenburger Straße, wie auch ihr gesamtes Umfeld wieder in einem guten Zustand zeigt. Zahlreiche Läden, Restaurants und Cafés laden zum Shoppen und Verweilen ein. Vom „Ausbluten der Innenstädte“ im 21. Jahrhundert, das von Leerstand und Ersatz attraktiverer Läden und Geschäften durch Service – Shops, Billighändler und Imbißbetriebe geprägt ist, ist die Brandenburger Straße weniger betroffen, als Einkaufsstraßen oder Innenstädte andernorts.
Jedes Jahr zur Adventszeit findet in der geschmückten Straße der Potsdamer Weihnachtsmarkt statt.